# Даніель Вівіан
Даніе́ль Вівіа́н Море́но (ісп. Daniel Vivian Moreno; нар. 5 липня 1999, Віторія) — іспанський футболіст, захисник клубу «Атлетік» (Більбао) і збірної Іспанії. Чемпіон Європи 2024 року.

## Клубна кар'єра
Займався футболом в клубах «Сан-Віатор», «Алавес», «Лакуа» та «Аріснабарра», а 2015 приєднався до структури «Сантучу». Був переведений до «Санчучу С», де грав під керівницвтом Ібаї Гомеса. У червні 2016 року перейшов до системи «Атлетіка» (Більбао), де одразу почав виступати за фарм-клуб «Басконія» у Терсері.
27 серпня 2016 року дебютував у дорослому футболі у матчі проти «Бермео». За резевну команду дебютував через рік, 15 жовтня, вийшовши у стартовому складі матчу Сегунди Б проти клубу «Пенья Спорт».
11 серпня 2020 року продовжив контракт з «Атлетіком» до 2023 року і був переведений до першої команди в Ла-Лізі. 12 серпня відданий в оренду до клубу «Мірандес» із Сегунди до кінця сезону. 13 вересня 2020 року дебютував за «Мірандес», вийшовши в стартовому складі у поєдинку з «Алькорконом». 12 лютого забив перший гол у своїй професіональній кар'єрі у матчі проти «Жирони», реалізувавши пенальті. У підсумку провів за команду 32 матчі в Сегунді у сезоні 2020–21.
Після повернення з оренди до першої команди, 16 серпня 2021 року дебютував за «Атлетік», вийшовши в стартовому складі у матчі Ла-Ліги проти «Ельче». Свій перший гол за «Атлетік» забив 11 вересня у поєдинку Ла-Ліги проти «Мальорки». 6 квітня 2024 року грав у фіналі Кубка Іспанії проти «Мальорки», у підсумку здобувши свій перший трофей з клубом. 28 квітня 2024 року поєдинок Ла-Ліги проти мадридського «Атлетіко» став для нього ювілейним, 100-им, матчем в складі «Атлетіка» в усіх турнірах.
1 червня 2024 року продовжив контракт з «Атлетіком» до 2032 року. 26 вересня 2024 року в матчі загального етапу Ліги Європи УЄФА проти італійської «Роми» дебютував у єврокубках. 10 грудня поєдинок проти «Вільярреала» став для нього ювілейним, 100-им, у Ла-Лізі. За підсумками сезону 2024–25 цього увійшов до символічної команди сезону Ла-Ліги.

## Кар'єра в збірній
У травні 2019 року дебютував за збірну Країни Басків у товариському матчі проти збірної Панами.
15 березня 2024 року вперше викликаний до збірної Іспанії головним тренером Луїсом де ла Фуенте для участі в товариських матчах проти збірних Колумбії і Бразилії. 22 березня дебютував за збірну Іспанії, вийшовши в стартовому складі в поєдинку з Колумбією. Став 13-им гравцем збірної, що дебютував під керівництвом Луїса де ла Фуенте. Окрім цього, став 108-им представником «Атлетіка», що зіграв за національну збірну, 106-м в збірній Іспанії та 4-м гравцем клубу, що дебютував за команду у 2020-х роках після Унаї Сімона, Ніко Вільямса та Ойана Сансета.
27 травня 2024 року був включений до попередньої заявки збірної Іспанії для участі в матчах фінальної частини чемпіонату Європи 2024 в Німеччині. 7 червня потрапив до остаточної заявки збірної Іспанії. На турнірі зіграв у матчі групового етапу проти збірної Албанії та у півфіналі проти збірної Франції, а іспанці дійшли до фіналу, де в підсумку перемогли англійців (2–1), здобувши рекорде, четверте, чемпіонство.

## Статистика виступів

### Клубна статистика
Станом на 25 травня 2025 
| Клуб              | Сезон             | Чемпіонат          | Чемпіонат | Чемпіонат | Кубок | Кубок | Єврокубки | Єврокубки | Інші  | Інші | Всього | Всього |
| Клуб              | Сезон             | Дивізіон           | Матчі     | Голи      | Матчі | Голи  | Матчі     | Голи      | Матчі | Голи | Матчі  | Голи   |
| ----------------- | ----------------- | ------------------ | --------- | --------- | ----- | ----- | --------- | --------- | ----- | ---- | ------ | ------ |
| Басконія          | 2016–17           | Терсера Дивізіон   | 30        | 0         | —     | —     | —         | —         | —     | —    | 30     | 0      |
| Басконія          | 2017–18           | Терсера Дивізіон   | 14        | 0         | —     | —     | —         | —         | —     | —    | 14     | 0      |
| Басконія          | Всього            | Всього             | 44        | 0         | —     | —     | —         | —         | —     | —    | 44     | 0      |
| Більбао Атлетік   | 2017–18           | Сегунда Дивізіон Б | 4         | 0         | —     | —     | —         | —         | –     | –    | 4      | 0      |
| Більбао Атлетік   | 2018–19           | Сегунда Дивізіон Б | 32        | 2         | —     | —     | —         | —         | –     | –    | 32     | 2      |
| Більбао Атлетік   | 2019–20           | Сегунда Дивізіон Б | 12        | 2         | —     | —     | –         | –         | 1     | 0    | 13     | 2      |
| Більбао Атлетік   | Всього            | Всього             | 48        | 4         | 0     | 0     | 0         | 0         | 1     | 0    | 49     | 4      |
| Атлетік (Більбао) | 2020–21           | Ла-Ліга            | 0         | 0         | 0     | 0     | —         | —         | –     | –    | 0      | 0      |
| Атлетік (Більбао) | 2021–22           | Ла-Ліга            | 24        | 2         | 3     | 0     | –         | –         | –     | –    | 27     | 2      |
| Атлетік (Більбао) | 2022–23           | Ла-Ліга            | 29        | 1         | 7     | 0     | –         | –         | –     | –    | 36     | 1      |
| Атлетік (Більбао) | 2023–24           | Ла-Ліга            | 33        | 0         | 7     | 0     | –         | –         | –     | –    | 40     | 0      |
| Атлетік (Більбао) | 2024–25           | Ла-Ліга            | 32        | 4         | 2     | 0     | 11        | 0         | 1     | 0    | 46     | 4      |
| Атлетік (Більбао) | Всього            | Всього             | 118       | 6         | 19    | 0     | 11        | 0         | 1     | 0    | 149    | 7      |
| → Мірандес        | 2020–21           | Сегунда Дивізіон   | 32        | 2         | 0     | 0     | —         | —         | —     | —    | 32     | 2      |
| Всього за кар'єру | Всього за кар'єру | Всього за кар'єру  | 239       | 12        | 19    | 0     | 11        | 0         | 2     | 0    | 271    | 12     |

1. ↑  Матчі в плей-оф підвіщення
2. ↑  Матчі в Лізі Європи УЄФА
3. ↑  Матчі в Суперкубку Іспанії

### Міжнародна статистика
Станом на 5 червня 2025 
| Збірна            | Сезон             | Товариські | Товариські | Офіційні | Офіційні | Всього | Всього |
| Збірна            | Сезон             | Матчі      | Голи       | Матчі    | Голи     | Матчі  | Голи   |
| ----------------- | ----------------- | ---------- | ---------- | -------- | -------- | ------ | ------ |
| Іспанія           |                   |            |            |          |          |        |        |
| 2024              | 2                 | 0          | 6          | 0        | 8        | 0      |        |
| 2025              | 0                 | 0          | 1          | 0        | 1        | 0      |        |
| Всього за кар'єру | Всього за кар'єру | 2          | 0          | 7        | 0        | 9      | 0      |

### Матчі за збірну
Станом на 5 червня 2025 
| Матчі Даніеля Вівіана за збірну Іспанії | Матчі Даніеля Вівіана за збірну Іспанії | Матчі Даніеля Вівіана за збірну Іспанії | Матчі Даніеля Вівіана за збірну Іспанії | Матчі Даніеля Вівіана за збірну Іспанії | Матчі Даніеля Вівіана за збірну Іспанії | Матчі Даніеля Вівіана за збірну Іспанії | Матчі Даніеля Вівіана за збірну Іспанії |
| №                                       | Дата                                    | Суперник                                | Рахунок                                 | Голи                                    | Картки                                  | Хвилини                                 | Змагання                                |
| --------------------------------------- | --------------------------------------- | --------------------------------------- | --------------------------------------- | --------------------------------------- | --------------------------------------- | --------------------------------------- | --------------------------------------- |
| 1                                       | 22 березня 2024                         | Колумбія                                | 0–1                                     |                                         |                                         | 90'                                     | Товариський матч                        |
| 2                                       | 5 червня 2024                           | Андорра                                 | 5–0                                     |                                         |                                         | 90'                                     | Товариський матч                        |
| 3                                       | 24 червня 2024                          | Албанія                                 | 1–0                                     |                                         |                                         | 90'                                     | Фінальні матчі ЧЄ-2024                  |
| 4                                       | 9 липня 2024                            | Франція                                 | 2–1                                     |                                         |                                         | 32'                                     | Фінальні матчі ЧЄ-2024                  |
| 5                                       | 8 вересня 2024                          | Швейцарія                               | 4–1                                     |                                         |                                         | 62'                                     | Ліга націй УЄФА 2024–25 (А)             |
| 6                                       | 12 жовтня 2024                          | Данія                                   | 1–0                                     |                                         |                                         | 90'                                     | Ліга націй УЄФА 2024–25 (А)             |
| 7                                       | 15 жовтня 2024                          | Сербія                                  | 3–0                                     |                                         |                                         | 82'                                     | Ліга націй УЄФА 2024–25 (А)             |
| 8                                       | 15 листопада 2024                       | Данія                                   | 2–1                                     |                                         |                                         | 90'                                     | Ліга націй УЄФА 2024–25 (А)             |
| 9                                       | 5 червня 2025                           | Франція                                 | 5–4                                     |                                         |                                         | 13'                                     | Ліги націй УЄФА 2024–25 (фінал)         |

Всього: 9 матчів / 0 голів; 8 перемог, 0 нічиїх, 1 поразка.

## Досягнення
«Атлетік» (Більбао)
- Володар Кубка Іспанії: 2023–24[39]

Збірна Іспанії
- Чемпіон Європи: 2024[40]

Особисті
- Команда сезону Ла-Ліги: 2024–25